# Котбуський космічний планетарій Юрія Гагаріна

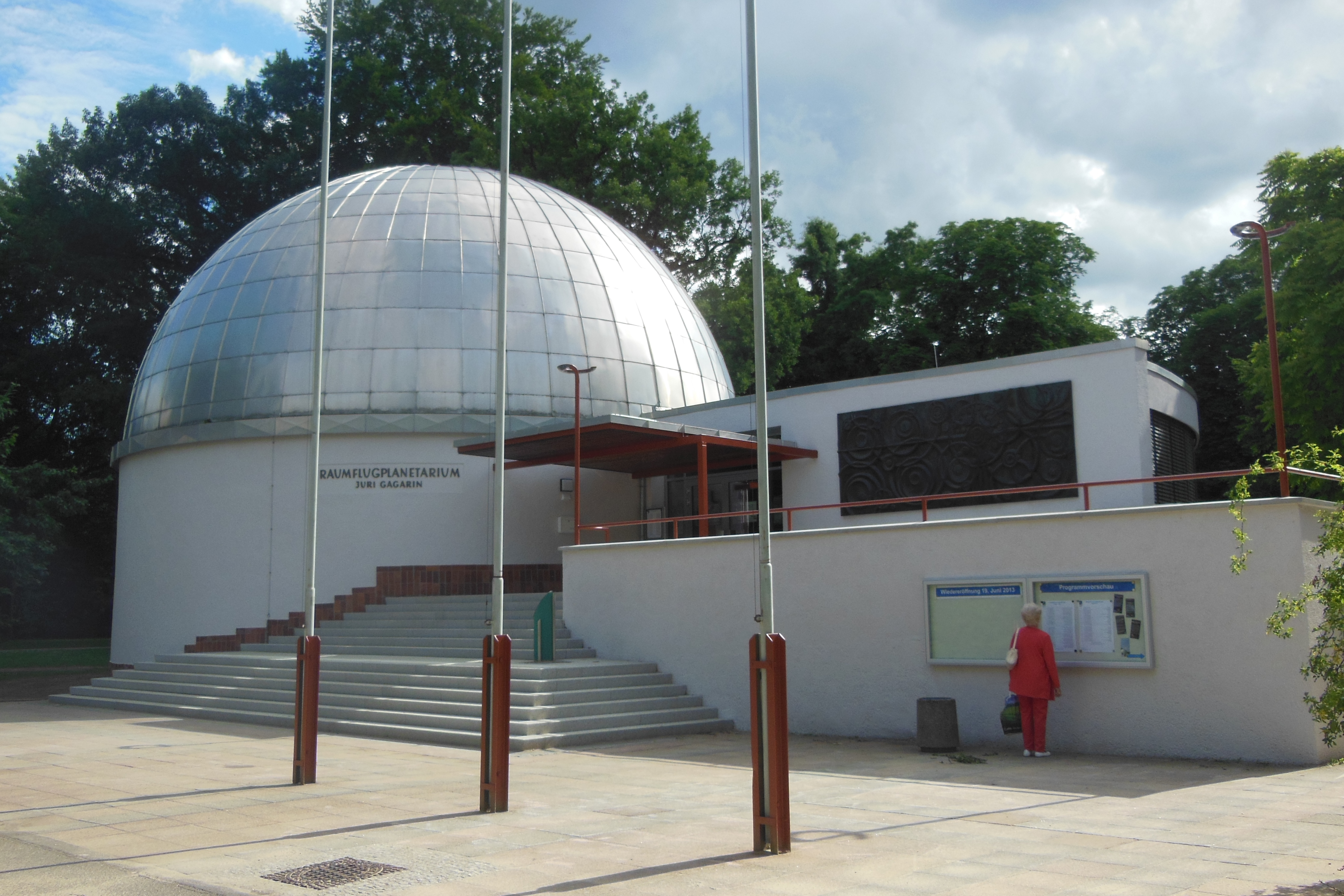
Планетарій зі східної сторони

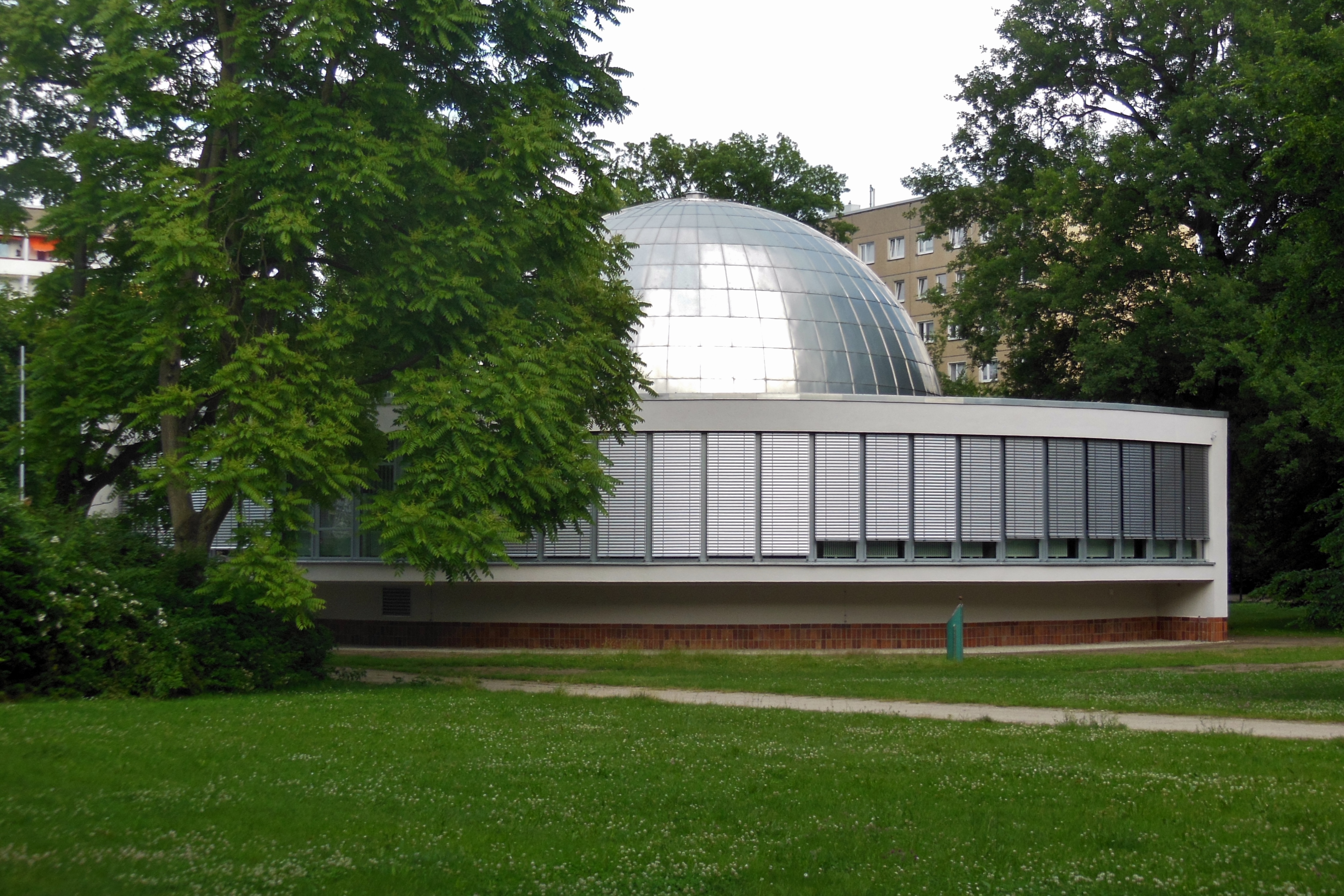
Планетарій із західної сторони

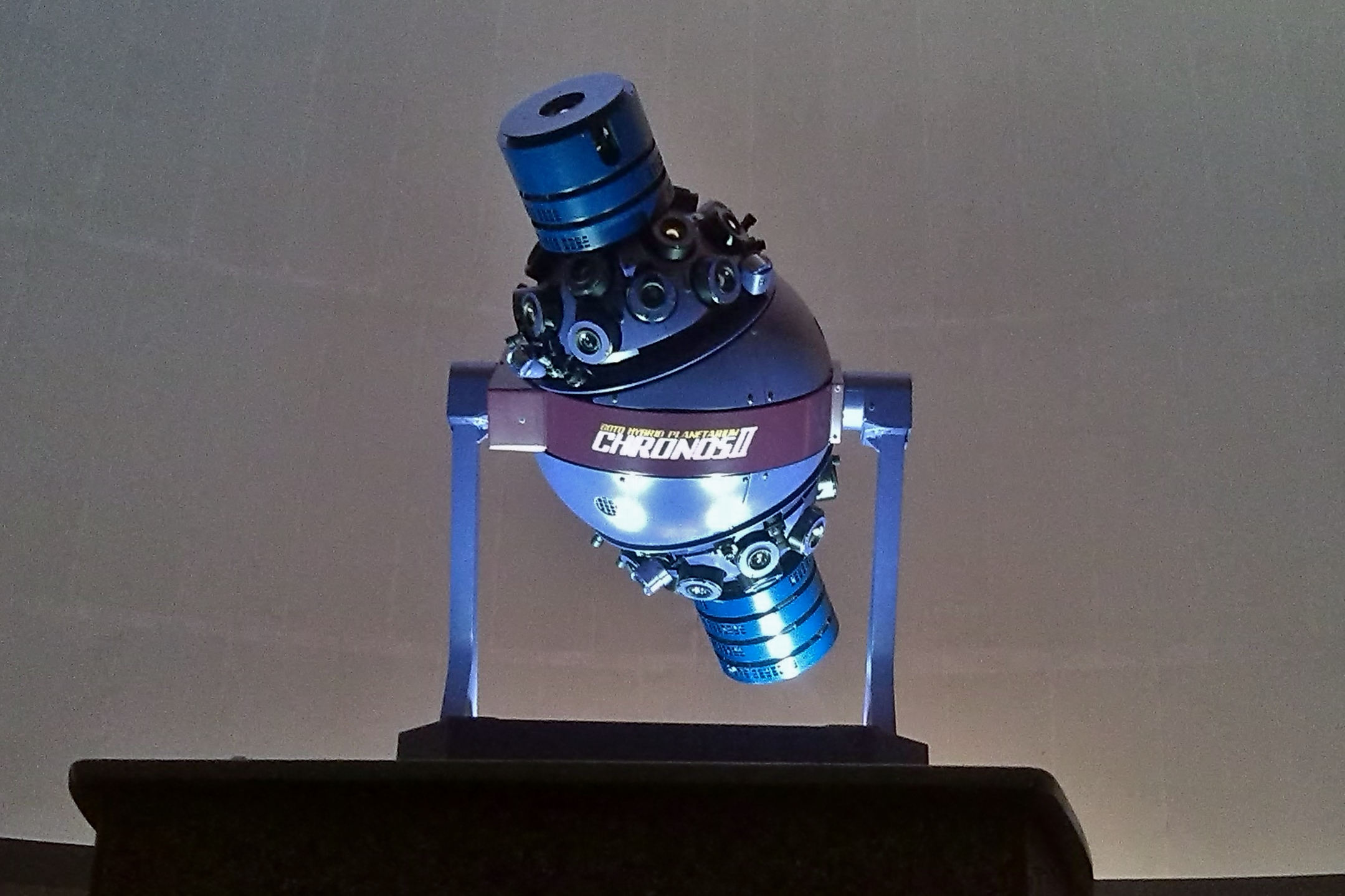
Проєктор Chronos II

Космічний планетарій Юрія Гагаріна (нім. Raumflugplanetarium „Juri Gagarin“) — планетарій у німецькому місті Котбусі, названий на честь першого радянського космонавта Юрія Олексійовича Гагаріна (1934—1968), першої людини в космосі.
Планетарій відкрили 26 квітня 1974 року після майже двох років будівництва. В той час Котбус знаходився в Німецькій Демократичній Республіці — контрольованій комуністичною владою частині Німеччини, що й пояснює назву на честь радянського космонавта. Купол планетарію діаметром 12,5 м розрахований на 91 відвідувача. Технологія планетарію дозволяє відображати на купол реалістичне зоряне небо незалежно від часу доби, року, географічного положення чи погоди. У планетарії регулярно проводять шоу, лекції, концерти та театральні вистави.
З 2007 року планетарієм керує некомерційна організація Planetarium Cottbus, утворена з колишнього Friends of the Planetarium Cottbus. Раніше планетарієм керувало місто Котбус. Майно все ще є власністю міста.
Оригінальний зоряний проєктор «Spacemaster — Raumflugplanetarium» від Carl Zeiss в Єні використовувався до кінця 2012 року. З січня до середини червня 2013 року планетарій модернізували всередині та зовні, а старий проєктор замінили на нову гібридну проєкційну систему типу «Chronos II — InSpace». Зоряний проєктор створений японською фірмою Goto, а відеосистема французькою фірмою RSA Cosmos. Обидві системи синхронізовані одна з одною. 85 % витрат на модернізацію в розмірі близько 1 млн євро профінансувала програма Interreg IV Європейського Союзу.
Особливістю планетарію є студійна техніка в підвалі. З 1974 року планетарій виробляє власні планетарні шоу. Деякі шоу, створені тут, продані іншим планетаріям німецькомовної Європи.